# Anita Horvat
Anita Horvat (Liubliana, 7 de septiembre de 1996) es una deportista eslovena que compite en atletismo, especialista en las carreras de mediofondo. Ganó dos medallas en el Campeonato Europeo de Atletismo en Pista Cubierta, en los años 2023 y 2025, ambas en la prueba de 800 m.

## Palmarés internacional
| Campeonato Europeo en Pista Cubierta | Campeonato Europeo en Pista Cubierta | Campeonato Europeo en Pista Cubierta | Campeonato Europeo en Pista Cubierta |
| Año                                  | Lugar                                | Medalla                              | Prueba                               |
| ------------------------------------ | ------------------------------------ | ------------------------------------ | ------------------------------------ |
| 2023                                 | Estambul (Turquía)                   | Medalla de plata                     | 800 m                                |
| 2025                                 | Apeldoorn (Países Bajos)             | Medalla de bronce                    | 800 m                                |